# Temple d'Hérode
Pour un article plus général, voir Temple de Jérusalem.
Le temple d'Hérode de Jérusalem est le nom donné aux extensions massives du second temple de Jérusalem et aux rénovations du mont du Temple, réalisées par Hérode Ier le Grand. Ce projet débuta vers 19 av. J-C et ne fut entièrement terminé que vers 63.

## Histoire
Hérode Ier le Grand entreprend une rénovation et une expansion massive du second temple de Jérusalem. Ces extensions furent jugées nécessaires  pour pouvoir accueillir un nombre grandissant de pèlerins se rendant au temple pour célébrer les trois principales fêtes juives : Pessa'h, Chavou'oth et Soukkot. En effet, les historiens évaluent le nombre de Juifs vivant dans l'Empire romain à environ six à sept millions (plus un autre million en Perse).
Quand il entreprit la rénovation et l'agrandissement du Temple, Hérode se surpassa véritablement, et d'après le Talmud de Babylone, par ailleurs assez critique de ce roi client de Rome, « celui qui n'a pas vu le temple d'Hérode n'a, de sa vie, vu ce qu'est un beau bâtiment ». Selon Flavius Josèphe, « comme il était recouvert de tous côtés par d'épaisses plaques d'or, dès le lever du soleil, il réfléchissait la lumière avec une telle intensité qu'il obligeait ceux qui étaient amenès à le regarder à détourner les yeux comme devant les rayons du soleil. Pour les étrangers qui arrivaient, il apparaissait de loin comme une montagne enneigée, car là où il n'était pas recouvert d'or, il était du marbre le plus blanc ». 
Hérode bâtit « à la romaine » une immense esplanade : la colline d’origine fut ceinturée d’un énorme mur de soutènement, la surface intérieure entièrement nivelée puis comblée avec du remblai. Il étend l'esplanade vers le sud en construisant des arches de soutènement qui sont maintenant connues sous le nom des Écuries de Salomon et aujourd'hui transformées en mosquée.
Il fallut des dizaines d'années pour construire les murs de soutènement autour du mont du Temple (au sommet duquel se trouve aujourd'hui le dôme du Rocher). Le mur occidental (connu désormais sous le nom de « mur des Lamentations ») ne constituait qu'une partie de ce mur de soutènement de 500 mètres de longueur, conçu pour contenir une énorme esplanade artificielle qui peut contenir jusqu'à 200 000 personnes. Toutefois, le Sanctuaire lui-même fut achevé en un an et demi. 
Le temple d'Hérode avec son esplanade dominait la ville de Jérusalem et couvrait 15 hectares, soit 15 % de sa superficie. Les travaux de l'ensemble ne furent achevés qu'en 63, Hérode mort en 4 av. J-C n'ayant pas terminé sa construction. 
Le temple fut détruit par les troupes romaines de Titus en 70 de l'ère chrétienne, comme relaté dans la Guerre des Juifs de Flavius Josèphe.
Les chroniqueurs musulmans racontent que les armées d'Omar, en conquérant Jérusalem, trouvèrent le lieu saint souillé de détritus. Ils le nettoyèrent et y construisirent deux mosquées existant encore de nos jours. Les Omeyyades et les Byzantins firent construire des palais sur son emplacement ; les derniers vestiges du temple semblent avoir été emportés lors de la construction du dôme du Rocher en 687 et 691.
En 1948, les Jordaniens détruisirent le quartier juif de la vieille ville de Jérusalem et découvrirent des extensions du mur occidental au sud. 

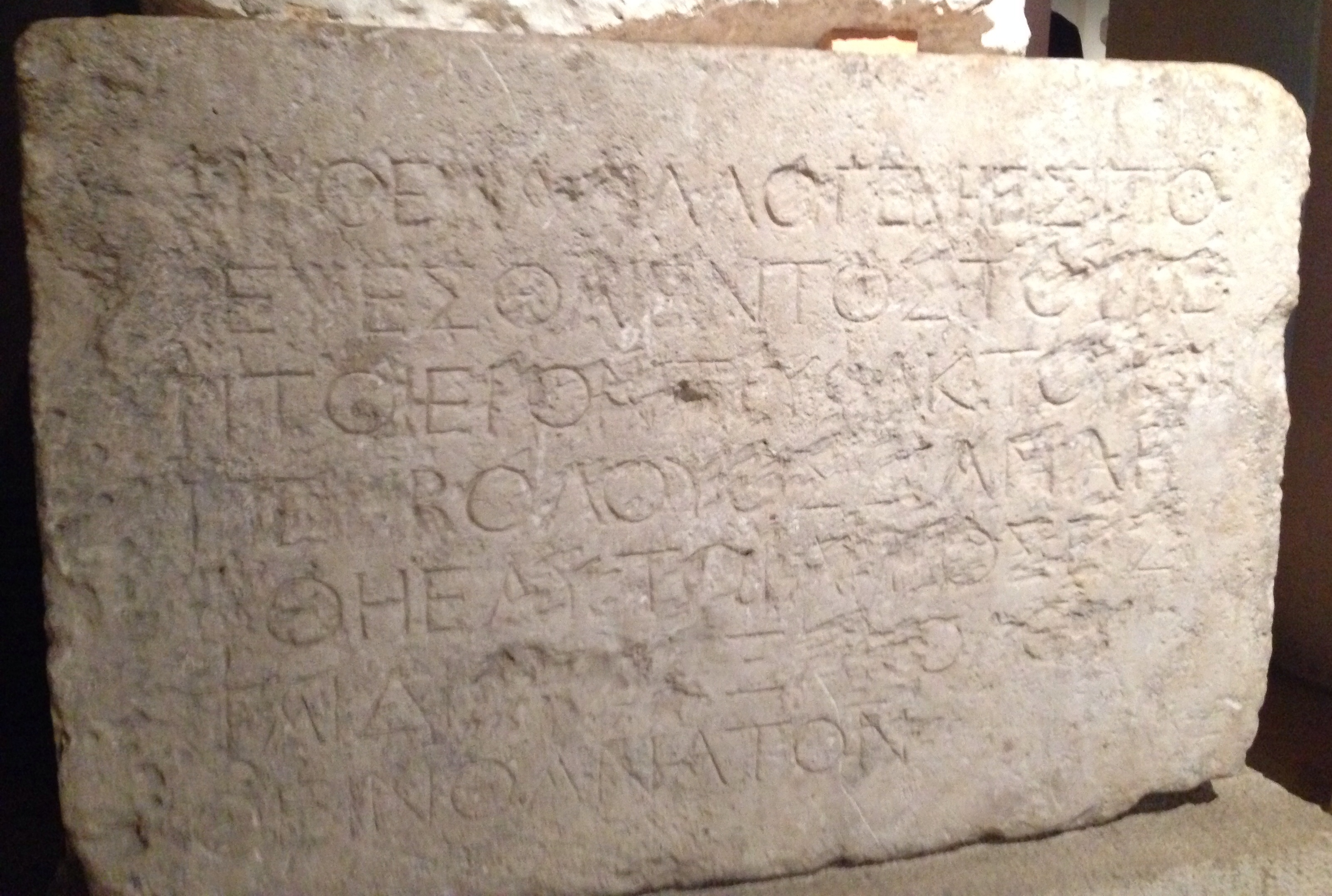
Stèle du Soreg (balustrade)
Traduction par Charles Simon Clermont-Ganneau : « Que nul étranger ne pénètre à l'intérieur de la balustrade et de l'enceinte qui sont autour de l'esplanade. Celui qui serait pris serait cause que la mort s'ensuivrait. »

En 1967, les Israéliens conquirent la vieille ville et découvrirent que le mur était en fait une partie de la muraille qui entourait le mont du Temple. Très vite, les Israéliens entamèrent la destruction d'un hectare du « quartier maghrébin » et en expulsèrent 650 habitants, afin de dégager l'esplanade actuelle « alors que pendant des siècles les Juifs qui venaient y prier se contentaient des quatre mètres existants entre les maisons et le mur ».
Le Mur occidental n'est donc pas le seul vestige du temple qui serait lui-même localisé à l'emplacement de l'actuel dôme du Rocher. Un réseau de souterrains, connu sous le nom de « tunnel du Kotel », permet de suivre les fondations du Mur occidental sur toute sa longueur et peut être visité aujourd'hui. Par contre, les passages qui conduisaient au mont du Temple depuis le mur sud à partir des portes de Houldah ne sont plus accessibles.
Parmi les vestiges du Temple, il existe aussi l'inscription du Soreg (balustrade), découverte en 1871 au nord du mont du Temple par Charles Simon Clermont-Ganneau aujourd'hui au musée d'Istanbul où l'on peut lire en grec l'interdiction aux étrangers de pénétrer dans l'enceinte du Temple. Une autre inscription retrouvée au pied de l'angle sud-ouest de l'esplanade indique « l'emplacement de la trompette » et rappelle que c'est dans cet angle sur l'esplanade que devait se tenir la personne chargée d'annoncer le début des jours saints.

## Description
Le temple était entouré d'une muraille d'une largeur moyenne de six mètres, d'une longueur de 260 mètres au sud, 290 mètres au nord, 430 mètres à l'est et 445 mètres à l'ouest. La plupart des blocs de pierre qui le composent mesurent en moyenne 1,2 mètre de haut, entre 1 et 7 mètres de long. Les parois de la muraille ne sont pas verticales mais font un angle de douze degrés (chaque bloc supérieur étant en retrait de quelques centimètres par rapport au bloc inférieur) afin de reporter le poids du mur en arrière, ce qui en augmente la résistance,. Tous les voyageurs faisaient un détour pour le voir avec ses magnifiques colonnes de marbre et ses décorations d'or, de cuivre qui brillaient au soleil. À l'époque, les gens disaient : « celui qui n'a pas vu le Temple d'Hérode n'a jamais vu un beau bâtiment de sa vie. »

### Le temple proprement dit
Le temple était divisé en plusieurs sections : 
- Le « Saint des saints » (ou « Lieu très saint ») : un cube d'environ 10 mètres, fermé par un double voile, sans lumière. 
Une fois par an, seul le Kohen Gadol (« Grand Prêtre ») y pénétrait pour y faire brûler de l'encens ; c'était la demeure de Dieu.

- Le « lieu saint » (ou « cour des prêtres ») : cette pièce contenait un haut autel qui servait aux sacrifices des animaux. Au fil du temps, Jérusalem était devenu le centre religieux d'Israël. Les sacrifices étaient célébrés seulement dans le temple avec la participation des prêtres. L'autel du temple était en bronze, il faisait 10 mètres de long et environ 5 mètres de haut. Les prêtres et les animaux montaient par un escalier.

- La cour d'Israël : elle était très étroite, elle n'avait que onze coudées (4,95 m) de profondeur. Sa longueur était la même que celle du côté ouest de la cour des femmes, cent trente-cinq coudées (60,75 m). C'était moins une cour qu'un emplacement réservé aux hommes qui se tenaient devant les femmes. On y entrait par une porte appelée de Nicanor ; elle était de bronze, tandis que toutes les autres étaient de bois et revêtues d'or et d'argent). La tradition disait qu'elle avait été apportée d'Alexandrie par un certain Nicanor et miraculeusement sauvée d'un naufrage. À cette porte on montait un escalier de quinze marches en demi-cercle, mais ces marches étaient peu élevées. Elles n'étaient pas plus hautes, dit Josèphe, que cinq des autres. La cour d'Israël n'était donc que de deux coudées (1,12 m) plus élevée que la cour des femmes. D'après les Talmuds on aurait chanté sur ces quinze marches les quinze Psaumes dits des degrés. La tour qui surmontait la porte de Nicanor avait cinquante coudées (22,50 m) de hauteur et quarante coudées (18 mètres) de largeur. C'est à cette porte qu'on donnait à boire les eaux amères aux femmes soupçonnées d'infidélité. Cette singulière cérémonie, qui est décrite dans la Mischna, était devenue extrêmement rare. Elle n'est mentionnée que deux fois dans les traditions rabbiniques et Rabbi Johanan ben Zaccaï l'abolit tout à fait au Ier siècle. On pratiquait aussi à cette porte de Nicanor la purification de la femme accouchée et, en partie, celle du lépreux. La limite extrême de la cour d'Israël était marquée par une balustrade au milieu de laquelle se trouvaient trois marches et une estrade où se plaçaient les prêtres pour prononcer la bénédiction sur le peuple.

- Le « Parvis des femmes » : cette cour était accessible aux femmes et aux jeunes enfants. Ceux-ci ne pouvaient franchir les autres portes, seuls les enfants mâles ayant effectué leur Bar Mitzvah (rite de passage à l'âge adulte, soit à 13 ans), obtenaient ce droit. C'est aussi là que les familles juives se réunissaient. 
Quatre chambres entouraient la cour des femmes : 
  - La Chambre de bois (au nord-est) : réservée au stockage du bois pour les cérémonies.
  - La Chambre des lépreux (au nord-ouest)  : pour ceux atteints de maladie qui se croyaient guéris.
  - La Chambre des huiles (au sud-ouest) : réservée au stockage le vin et les huiles nécessaires aux cérémonies.
  - La Chambre des nazirs (au sud-est) : salle pour les ascètes qui n'avaient le droit ni de boire d'alcool, ni de se couper les cheveux, ni de toucher à un cadavre.

- Le « Parvis des Gentils » : appelé ainsi parce que même les non-juifs y avaient accès ; c'était l'endroit où se faisait le commerce et où les infirmes venaient quêter (deux activités interdites dans le temple lui-même). Ce nom a par la suite été repris pour former une structure de dialogue entre croyants et non-croyants.

### La basilique, ou Stoa royale d'Hérode
Ce complexe est édifié au sud de la grande cour du temple. Tout le monde pouvait y accéder, et cette construction constituait une sorte de projet de magnificence de nature civile qui concurrençait par l'architecture la puissance symbolique du temple de Jérusalem dont l'accès n'était permis qu'aux juifs. Hérode rivalisait ainsi de splendeur avec sa stoa royale, pour imposer son pouvoir par la puissance de l'art, comme les romains savaient si bien le faire.

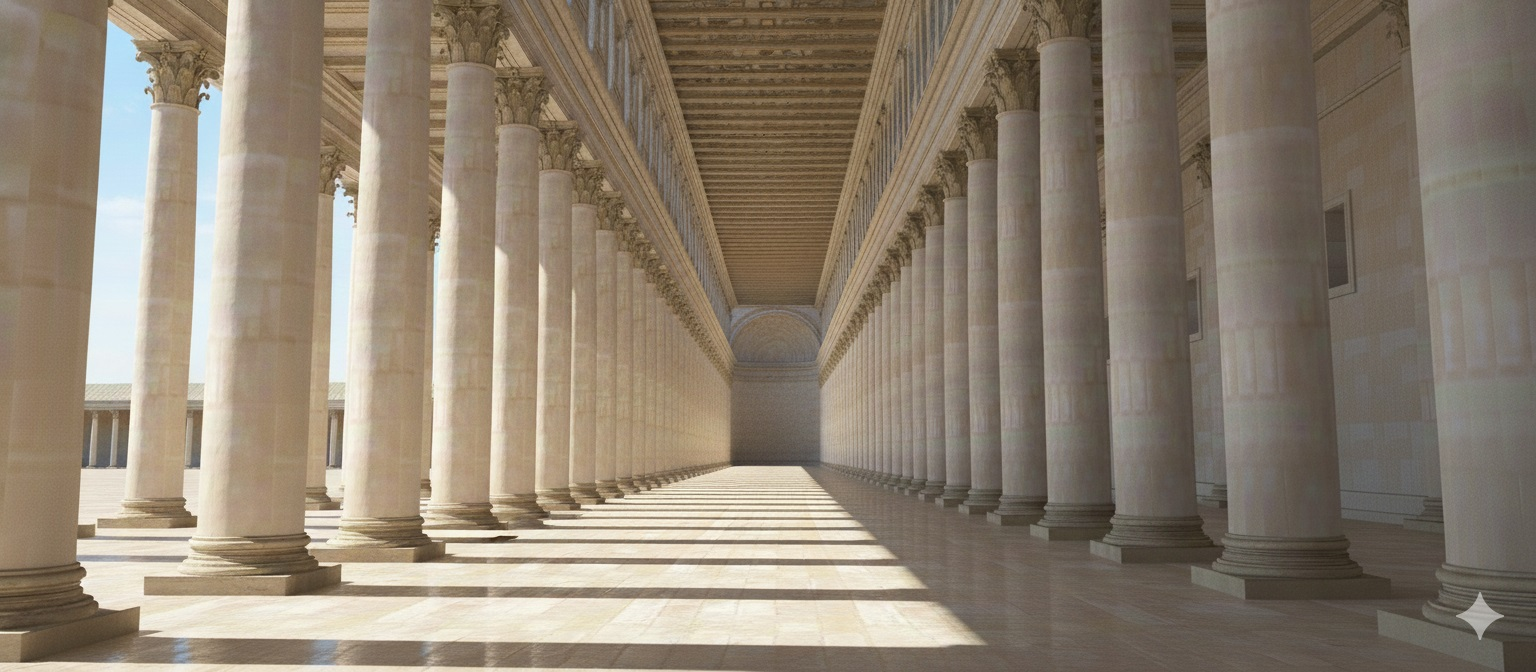
Restitution de la Stoa royale (ou basilique) d'Hérode au grand temple de Jérusalem, vers 65 après J. C.
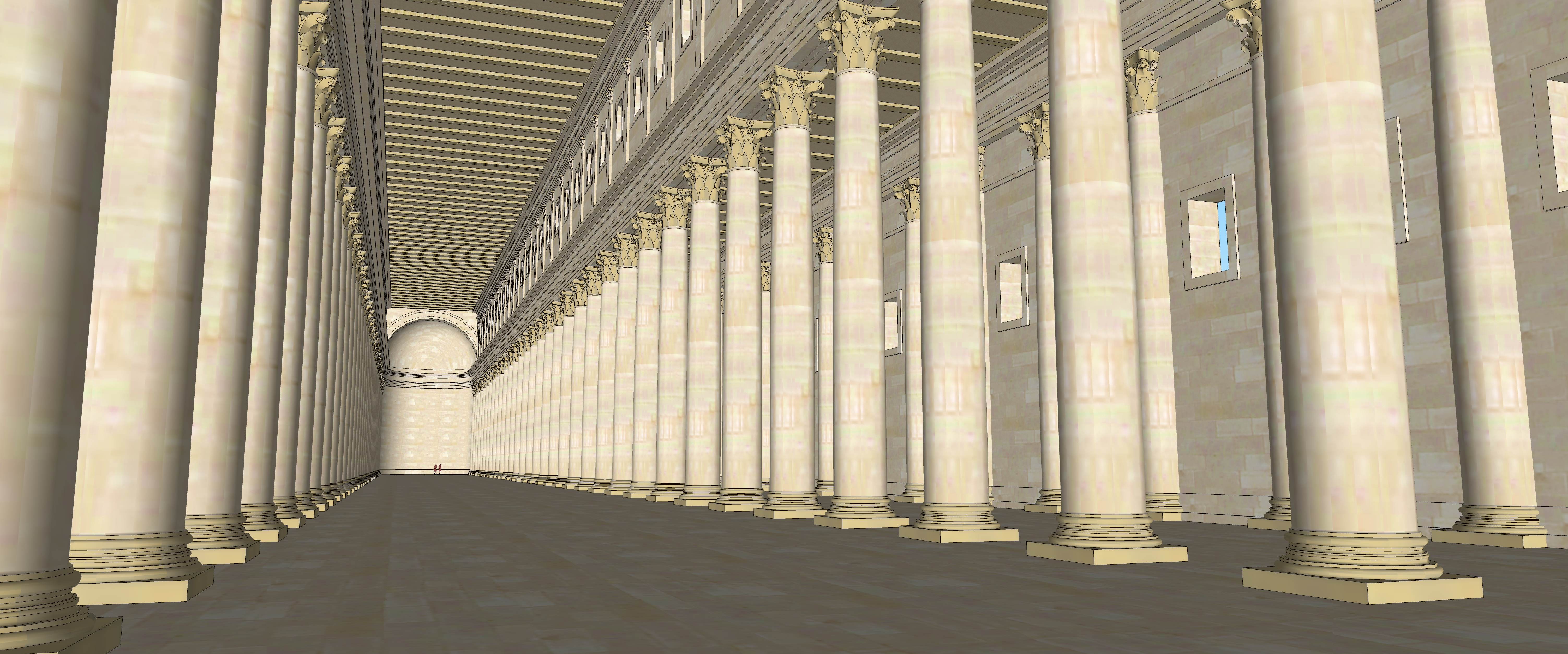
Autre vue de la stoa royale d'Hérode à Jérusalem, vers 65 après J. C.
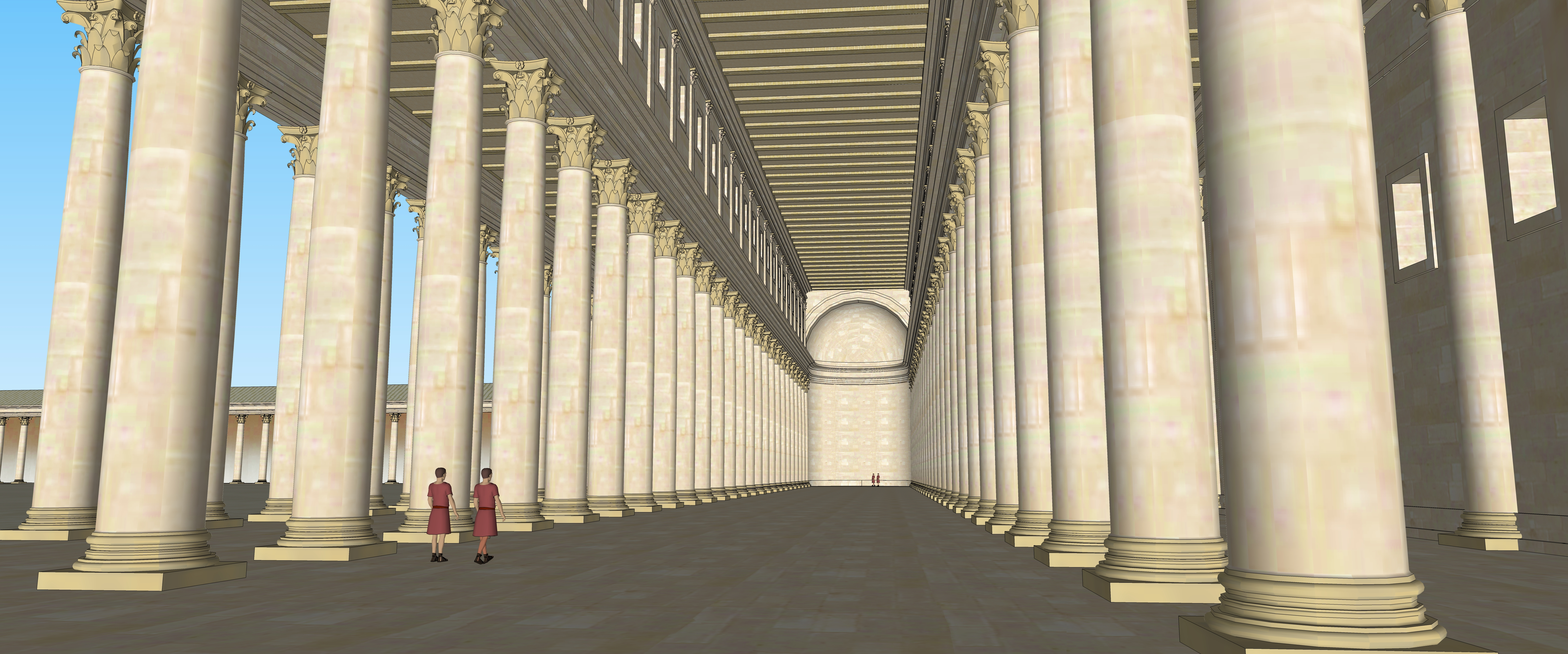
Autre vue de biais de la Stoa royale d'Hérode à Jérusalem (basilique romaine)

## Mention dans les Évangiles
Les Juifs (probablement les dirigeants religieux) dans un entretien avec Jésus, lui disent qu'il fallait 46 ans pour la construction de ce temple (Jean 2:20). Jésus ne réagit pas à cette remarque, mais il annonce qu'il mourra et ressuscitera trois jours plus tard (Détruisez ce temple ; et en trois jours je le relèverai).
Ainsi, selon les évangiles, Jésus, vers l'an 30 (donc trois ans après l'entretien avec les Juifs), avait annoncé la destruction de ce temple : Il ne restera pas pierre sur pierre qui ne soit renversée (Marc chapitre 13 verset 2). Aussi avait-il annoncé que cette génération ne passera point que tout cela n'arrive. (verset 30). En effet, 40 ans plus tard, le temple est détruit.
Cette « prophétie » est cependant sujette à caution, puisque la plupart des experts s'entendent pour affirmer que les évangiles ont été mis par écrit entre 65 et 110 EC, soit, pour la plus grande partie de la rédaction, après la destruction du temple.

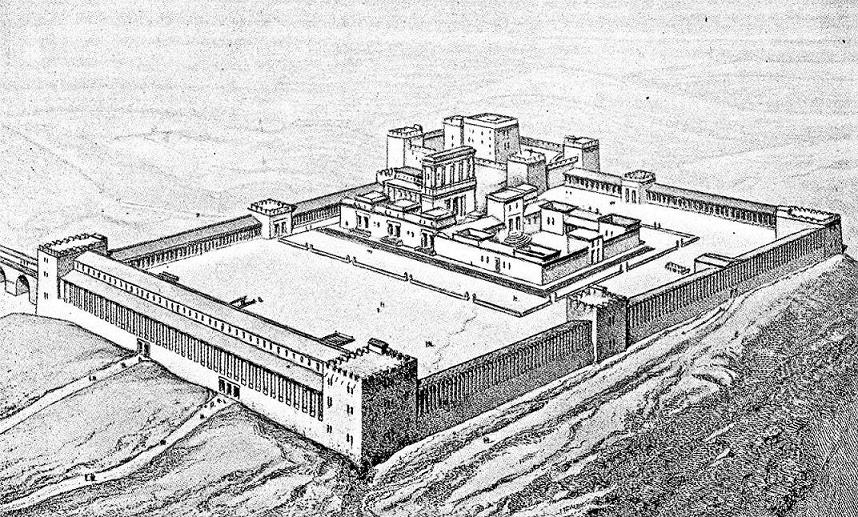
Reconstitution du mont du temple d'Hérode par V. Paul, 1914